# Giuseppina Strepponi

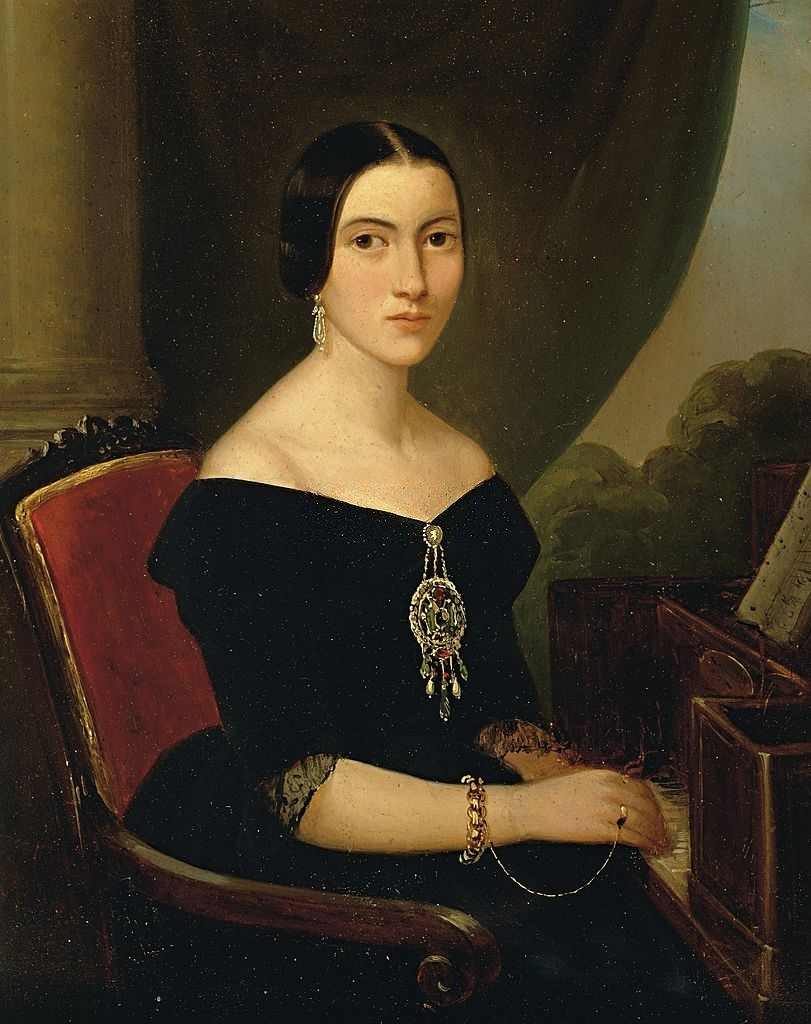
Portret van Giuseppina Strepponi (tussen 1840 en 1850), Museum bij het Scala-theater in Milaan

Clela Maria Josepha (Giuseppina) Strepponi (8 september 1815 - 14 november 1897) was een Lombardijns sopraan die in haar tijd grote bekendheid had. Ook wordt wel gezegd dat zij verantwoordelijk was voor het succes van Giuseppe Verdi, aangezien ze de ster was in veel van zijn eerdere werken, waaronder Nabucco. Verdi en Giuseppina trouwden in 1859 na twaalf jaar ongehuwd samengeleefd te hebben.
- Bibliothèque nationale de France: cb124336600 (data)
- Gemeinsame Normdatei: 119043246
- International Standard Name Identifier: 0000 0001 1702 2570
- Library of Congress Control Number: n86108931
- MusicBrainz: 04b2b5a5-f2a6-478a-b0b8-c31e2ff00e5d
- Nationale Bibliotheek van Tsjechië: mzk2016934727
- Nederlandse Thesaurus van Auteursnamen: 157160556
- Istituto Centrale per il Catalogo Unico: INTV000920
- LIBRIS: 279971
- SNAC: w6gj0cww
- Virtual International Authority File: 122091288
- WorldCat: E39PBJhmPHqd6xFYP7qJMRrwmd